# 麻生荘太郎
麻生 荘太郎（あそう しょうたろう）は日本の医師、小説家・推理作家。神奈川県生まれ。ペンネームの名付け親は島田荘司。
2009年、島田荘司の推薦により『闇の中の猫』で小説家デビュー。島田荘司は「年間数百冊を超えるミステリーを読破する氏の本格への造詣は、専門家の水準を超える」とコメントしている。このデビュー作は『本格ミステリー・ワールド2010』でその年の「黄金の本格ミステリー」の1冊に選ばれた。デビュー前に、鮎川哲也が編集を務める公募短編アンソロジー『本格推理』シリーズに別名義で投稿した短編が2度掲載されている。

## 作品

### 単著本
- 闇の中の猫（2009年9月 東京創元社ミステリ・フロンティア）
- 少年探偵とドルイッドの密室（2012年7月 南雲堂）

### アンソロジー収録短編
「」内が麻生荘太郎の作品
- 密室晩餐会（2011年6月 原書房ミステリー・リーグ）「寒い朝だった――失踪した少女の謎」

### 対談
- 本格ミステリー・ワールド2013（2012年12月 南雲堂）「医学×探偵小説×２１世紀本格」
  - 海堂尊、島田荘司、知念実希人との対談